# Рас-Сидр
Рас-Сидр (также Рас-Седр и Рас-Судр, араб. راس سدر‎) — город в провинции Южный Синай в Республике Египет. Население 3123 жителей (2006). Расположен на берегу Суэцкого залива Красного моря на западном побережье Синайского полуострова, примерно в 50 км к югу от города Суэц. Состоит из трех районов: Вади Сидр, Сидр и Абу-Сувейра. Местность была известна со времен древних египтян.
Через город проходит трасса вдоль Суэцкого залива на пути из Суэца в Шарм-эль-Шейх. На окрестных фермах выращивают оливки, тамаринды и другие фрукты.
Бо́льшая часть города и его окраин населена синайскими бедуинами, проживающими в районах Вади-Абу-Сидр и Абу-Сувейра. Сам Рас-Сидр состоит из двух жилых районов, разделенных пополам главной дорогой с севера на юг. С одной стороны находится местное жилье для рабочих, которые в основном приезжают с севера Египта и долины Нила. В другом районе расположены частные виллы и дома для отдыха, владельцы которых в основном из Каира. В городе имеется также большой базар со множеством магазинов и общественных заведений, включая телефон, почту, офис местного самоуправления и полицейский участок. Есть также небольшая военная взлетно-посадочная полоса, и ведутся споры о том, строить ли там гражданский аэропорт или его продолжат использовать военные.

## История
Вечером 8 июня 1967 года первые израильские войска достигли Рас-Сидра во время Шестидневной войны. Перед уходом из города египтяне подожгли местные нефтяные скважины. Во время войны Судного дня в этом районе произошли кровавые стычки между египетскими и израильскими войсками. В ноябре 1975 года израильские войска покинули этот район, и город вернулся под контроль Египта.

## Туризм
Туризм активно развивается в Рас-Сидре. Туристов привлекают протяжённые пляжи, где можно заниматься различными видами водного спорта. Этот район также привлекает любителей наблюдать за птицами. Из-за мелководных пляжей и постоянно дующего ветра Рас-Сидр стал одним из лучших мест для кайтсерфинга в мире. В последнее время вдоль побережья открылось несколько центров кайтсерфинга. Искусственные озёра на пляжном курорте Holiday Inn Fantasia & La Hacienda подходят для начинающих, так как ветер несет кайтсерферов к пляжу, а не от него. Туристов также привлекают источники природной серной воды, некоторые из которых были обнаружены около 5000 лет назад. Температура воды в них достигает 75 градусов по Цельсию. Наиболее известные — источник Моисея и источник Вади Тараки. Помимо этого, Рас-Сидр известен сафари-туризмом.